# Felipe (antipapa)
Felipe (o Filipo) fue antipapa durante un solo día, el 31 de julio de 768.
En verano del 768, un grupo de notables conducidos por el primicerio Cristóbal y una guarnición que había enviado Desiderio de Lombardía logró apoderarse del impostor, Constantino II (antipapa), le sacaron los ojos y lo encerraron en un convento.
Desiderio, aprovechó entonces la ocasión para nombrar a Felipe, que tenía sobre Constantino la ventaja de ser monje. Lo entronizaron en el Palacio de Letrán, pero ese mismo día fue depuesto. No se resistió y regresó al convento de San Vito. Seguidamente los francos eligieron a Esteban III, sacerdote siciliano que tenía asegurado su reconocimiento por parte de los sucesores de Pipino el Breve: Carlos y Carlomán I.